# Sōshi-kaimei

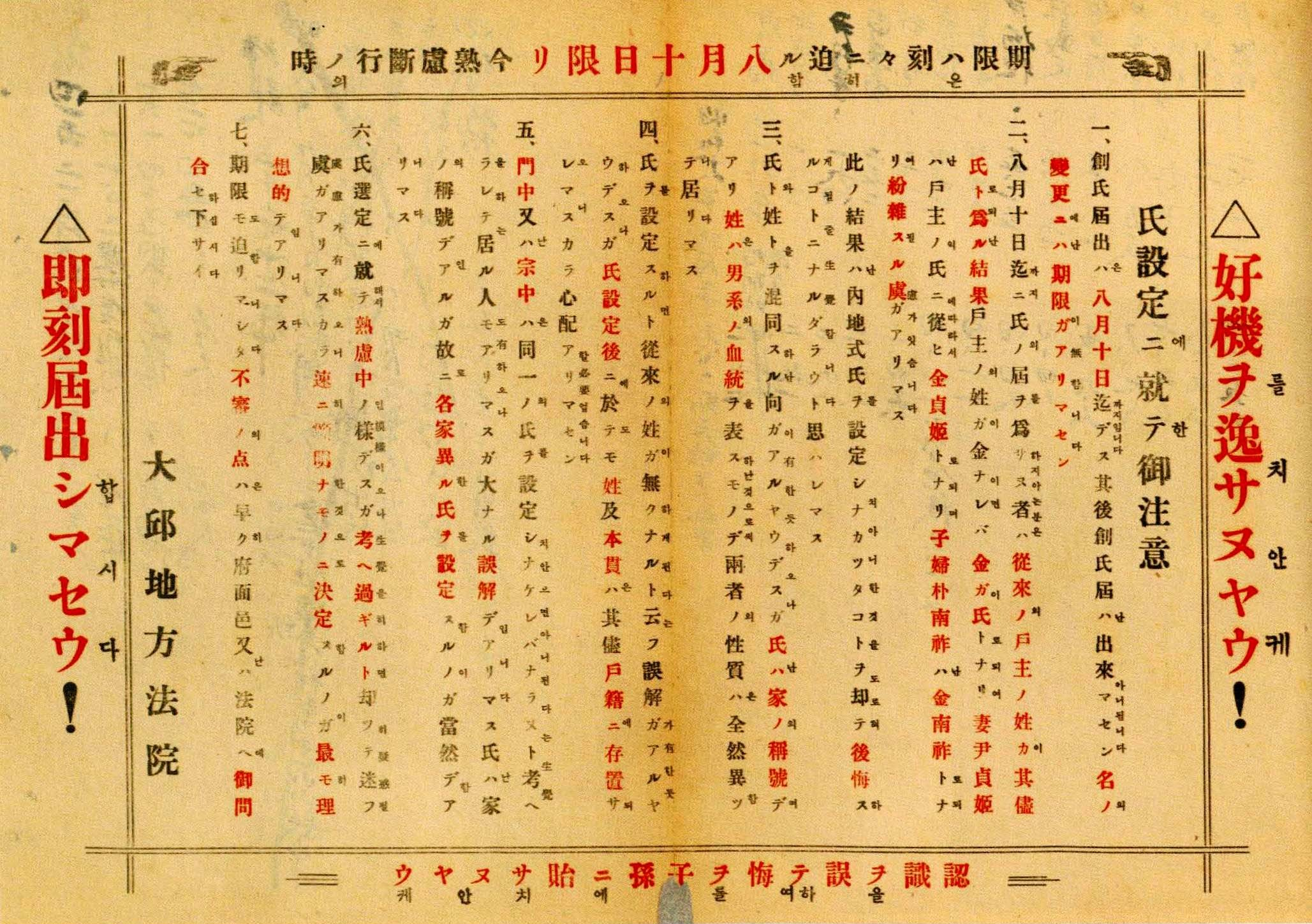
Annonce de la politique du sōshi-kaimei émise par la cour de Taikyu, écrite à la fois en japonais et en coréen, dans un style spécial alliant les hanja aux kanji et les hangeul aux kana.

La politique du sōshi-kaimei (創氏改名) impose en 1939 aux Coréens sous domination de l'empire du Japon d'adopter des noms japonais. Elle se compose de deux parties : l'ordonnance no 19, promulguée en 1939, oblige les habitants au sōshi (littéralement « création d'un nom de famille »), puis l'ordonnance no 20, promulguée en 1940, autorise le kaimei (changement de nom volontaire et taxé).
Ces ordonnances, décidées par le général Jirō Minami, gouverneur-général de Corée, s'opposent à un ordre gouvernemental antérieur interdisant aux Coréens d'adopter des noms japonais et font partie d'une plus vaste politique d'assimilation de la Corée par le Japon appelée naisen ittai (« La Corée et le Japon ne font qu'un »), qui impose notamment une interdiction de la langue coréenne.

## Ordreno124
En 1909, l'Empire coréen établi une loi sur l'état civil, débutant la création d'un système de livret de famille. En ce qui concerne l'enregistrement des détails sur les femmes, tels que le nom du père, l'âge et le lien avec le détenteur du livret, et en raison de l'attention portée à éviter les conflits avec la tradition coréenne, la rédaction de la loi n'est achevée qu'en avril 1910, juste avant la signature du traité d'annexion de la Corée. À ce moment-là, une partie des Coréens ont déjà enregistré des noms de style japonais, ce qui génère de la confusion. En conséquence, sur la base de mémorandums tels que l'Ordre n°124, « Document concernant le changement de nom par les Coréens », émis par le gouverneur-général de Corée le 11 novembre 1911, l'utilisation par les Coréens de « noms pouvant être confondus avec ceux des Japonais » n'est plus permise, et des contrôles stricts sont mis en place à l'enregistrement de noms japonais pour les nouveau-nés. En outre, les Coréens ayant déjà enregistré des noms de style japonais ont l'obligation de reprendre leur nom d'origine.

## Ordonnancesno19et 20

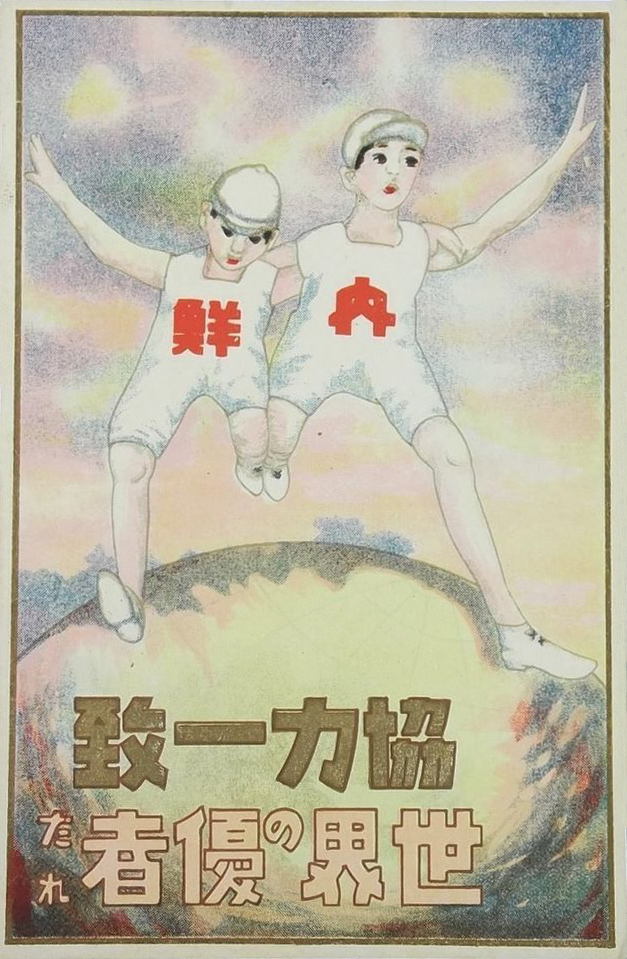
Affiche de promotion de la politique du naisen ittai (« La Corée et le Japon ne font qu'un »).

En 1939 et 1940, une nouvelle politique de changement de nom entre en vigueur avec les ordonnances no 19 et 20. Initialement, comme à Taïwan, la nouvelle politique de changement de nom vise simplement à permettre le changement de nom de famille (sei/seong) et du prénom, mais parce que la Corée a une coutume établie depuis longtemps (récemment abandonnée) par laquelle les gens du même bon-gwan (en) (nom de famille et de clan) ne sont pas autorisés à se marier, et afin que cette coutume puisse continuer, il est décidé que la politique serait mise en œuvre en laissant le nom du clan et le sei dans le livret de famille, tout en permettant à un nouveau nom de famille (shi/ssi) d'être enregistré. D'un autre côté, comme à Taïwan à la même époque qui n'a cependant pas de tradition similaire, la politique n'est pas présentée comme une « création d'un shi », mais simplement d'un « changement de sei et de prénom ».
En ce qui concerne la création d'un nom de famille (shi), il y a deux « shi créés par sélection (individuelle) » et un « shi créé par la loi ». Du 11 février au 10 août 1940, les personnes ayant rempli la déclaration peuvent choisir leur shi, tandis que ceux qui ne l'ayant pas rempli voient leur shi défini par le nom de clan (sei) du chef de famille. Après la « création d'un nom de famille », chaque Coréen se retrouve avec trois noms qui sont un nom de famille shi, un nom de clan sei, et un nom personnel mei (prénom), tout étant enregistrés dans le livret de famille avec le lieu d'origine du clan, bon-gwan. Puisque tous les membres d'une famille partagent le même nom de famille shi, celui de l'épouse, et donc le premier caractère dans son nom légal, devient le même que celui de son mari, qui diffère du nom de clan coréen traditionnel sei, par lequel une femme garde son sei original même après son mariage. En outre, la sélection d'un shi de style japonais peut également être approuvé et aller avec un tel shi. Il est également permis de changer son prénom en un nom japonais, et comme le changement de prénom est volontaire, des frais sont exigés pour cela. De plus, en même temps, le système de mukoyōshi (adoption du mari de la fille), qui était jusqu'alors interdit par la loi coréenne, est également introduit et inclus dans la politique du sōshi-kaimei.
La déclaration des choix de shi et les changements de prénoms (en février 1940) sont effectués sur la base d'une déclaration volontaire. Cependant, lors de la réunion des gouverneurs préfectoraux d'avril, en raison d'instructions telles que l'« Attention particulière devant être prise pour que l'enregistrement du shi de tous les ménages puisse être achevé d'ici le 20 juillet prochain », l'administration commence à promouvoir sérieusement la politique, et par conséquent, à partir d'avril, le nombre de ménages enregistrant son nouveau shi augmente fortement. En avril, seulement 3,9 % de tous les ménages avaient fourni une déclaration de création d'un nouveau shi, mais au 10 août, ce chiffre passe à 80,3 %. En outre, les déclarations s'opposant à la politique du sōshi-kaimei son censurés en vertu des lois de sécurité intérieures.
Il y a plusieurs points de vue concernant cette augmentation soudaine. La plupart soutiennent que la contrainte et le harcèlement officiels existaient contre des personnes qui ne créeraient pas de nouveaux shi japonais, mais ne s'accordent pas sur le fait que cela soit le résultat de pratiques individuelles non autorisées de la part de responsables de bas niveau, de la politique de certaines organisations gouvernementales régionales ou d'une intention générale du gouvernement colonial. D'autres soutiennent que des Coréens cherchant à éviter la discrimination par les Japonais ont volontairement créé des noms de famille à la japonaise.
Quoi qu'il en soit, chez les Coréens vivant en Corée, la proportion de ceux ayant changé de prénom n'atteint que 9,6 %. Parmi les Coréens vivant au Japon, la proportion de ceux ayant créé un nouveau shi par choix individuel atteint 14,2 %.

## Restauration des noms d'origine
Après la libération de la Corée, l'ordre de restauration des noms est promulgué le 23 octobre 1946 par le gouvernement militaire de l'armée des États-Unis en Corée au sud du 38e parallèle, permettant aux Coréens de retrouver leur nom coréen s'ils le désiraient. Cependant, tous les Coréens ne veulent pas retrouver leurs noms d'origine, en particulier les Coréens vivant à l'extérieur de la Corée. Beaucoup de Zainichi choisissent de conserver leurs noms japonais, soit pour éviter la discrimination, ou plus tard, pour répondre aux exigences de la naturalisation à la citoyenneté japonaise tandis que certains Coréens de Sakhaline ayant adopté des noms japonais ont été enregistrés par les autorités soviétiques sous ces noms (qui figurent sur leurs papiers d'identité japonais) après que l'Armée rouge ait envahit Karafuto, et n'ont toujours pas pu retrouver leurs noms coréens d'origine.

## Enregistrement du nom de personnalités

### Ceux ayant adopté un nom japonais
- Kim Suk-won (en), alias Kaneyama Shakugen, major-général de l'armée impériale japonaise
- Park Chung-hee, alias Takagi Masao, lieutenant dans l'armée impériale du Mandchoukouo puis président de Corée du Sud
- Lee Myung-bak, alias Tsukiyama Akihiro, ancien président de Corée du Sud[5]
- Kim Dae-jung, alias Toyota Daiju, ancien président de Corée du Sud

### Ceux ayant conservé leur nom coréen
- Hong Sa-ik, lieutenant-général dans l'armée impériale japonaise[6]
- Pak Chun-geum, membre de la Chambre des représentants
- Han Sang-ryong, membre de la Chambre des pairs
- Yi Gi-yong, membre de la Chambre des pairs

## Chronologie des procédures d'enregistrement des familles en Corée
| Année | Individu                                   | Nom de clan; bon-gwan (en) (本貫) et seong (姓) | Nom de famille; ssi (氏)               | Prénom; mei (名)                       | Nom complet/livret                                                                        |
| --- | ------------------------------------------ | ----------------------------------------------- | -------------------------------------- | -------------------------------------- | ----------------------------------------------------------------------------------------- |
| Avant 1909 : Enregistrement dans le livret de la famille (族譜) (le livret de la famille est généralement géré par le chef du clan, cependant, certains citoyens n'avaient pas de seong) | Mari                                       | Gimhae Kim (金海金)                             | Aucun                                  | Mu-hyeon (武鉉)                        | Kim Mu-hyeon (金武鉉)                                                                     |
| Avant 1909 : Enregistrement dans le livret de la famille (族譜) (le livret de la famille est généralement géré par le chef du clan, cependant, certains citoyens n'avaient pas de seong) | Épouse                                     | Gyeongju Yi (慶州李)                            | Aucun                                  | Aucun                                  | Aucun enregistrement, car le nom de la femme n'a pas été enregistré dans le livret (族譜) |
| De 1910 à 1940 : système Minseki (民籍法制定) | Mari                                       | Gimhae Kim (金海金)                             | Aucun                                  | Mu-hyeon (武鉉)                        | seong et prénom : Kim Mu-hyeon (金武鉉)                                                   |
| De 1910 à 1940 : système Minseki (民籍法制定) | Épouse                                     | Gyeongju Yi (慶州李)                            | Aucun                                  | Mu-a (撫兒)                            | seong et prénom : Yi Mu-a (李撫兒)                                                        |
| De 1940 à 1945 : sōshi-kaimei | Dans le cas d'un ssi choisi par la loi     | Dans le cas d'un ssi choisi par la loi          | Dans le cas d'un ssi choisi par la loi | Dans le cas d'un ssi choisi par la loi | Dans le cas d'un ssi choisi par la loi                                                    |
| De 1940 à 1945 : sōshi-kaimei | Mari                                       | Gimhae Kim (金海金)                             | Gim                                    | Mu-hyeon (武鉉)                        | ssi et prénom : Kim Mu-hyeon (金武鉉)                                                     |
| De 1940 à 1945 : sōshi-kaimei | Épouse                                     | Gyeongju Yi (慶州李)                            | Gim                                    | Mu-a (撫兒)                            | ssi et prénom : Kim Mu-a (金撫兒)                                                         |
| De 1940 à 1945 : sōshi-kaimei | Dans le cas d'un ssi choisi par l'individu |                                                 |                                        |                                        |                                                                                           |
| De 1940 à 1945 : sōshi-kaimei | Mari                                       | Gimhae Kim (金海金)                             | Yamato (大和)                          | Takehiro (武鉉)                        | ssi et prénom : Yamato Takehiro (大和武鉉)                                                |
| De 1940 à 1945 : sōshi-kaimei | Épouse                                     | Gyeongju Yi (慶州李)                            | Yamato (大和)                          | Nadeshiko (撫子)                       | ssi et prénom Yamato Nadeshiko (大和撫子)                                                 |
| Restauration des noms après 1946 | Mari                                       | Gimhae Kim (金海金)                             | Aucun                                  | Mu-hyeon (武鉉)                        | seong et prénom : Kim Mu-hyeon (金武鉉)                                                   |
| Restauration des noms après 1946 | Épouse                                     | Gyeongju Yi (慶州李)                            | Aucun                                  | Mu-a (撫兒)                            | seong et prénom : Yi Mu-a (李武鉉)                                                        |

- La période d'application pour la création d'un ssi est limitée à six mois, alors qu'il n'y a pas de limite de temps au changement de prénom.
- Les enfants héritent des bon-gwan et seong de leur père.
- Les enfants d'une femme non mariée héritent du bon-gwan et du seong de la femme.
- Même si on s'est marié, la région native déclarée et le nom du clan ne peuvent être changés.
- Selon la loi coréenne traditionnelle (maintenant non suivie), on ne peut pas se marier avec une personne du même nom de clan et de la même origine de clan à 6 ou 8 degrés.